# Bloemkrabspin
De bloemkrabspin (Thomisus onustus) is een spinnensoort in de taxonomische indeling van de krabspinnen (Thomisidae).
Het dier komt uit het geslacht Thomisus. De bloemkrabspin werd in 1805 beschreven door Charles Athanase Walckenaer.